# Rolf Sanchez
Rolf Sanchez Wienk (Ede, Países Bajos, 3 de julio de 1991) es un cantante neerlandés de origen dominicano.

## Vida y carrera
Rolf Sanchez, hijo de padre Holandés y madre Dominicana, es un artista del género Urbano Tropical. A los 10 años participó en un musical y a partir de entonces su objetivo fue convertirse en cantante. A los 19 años participó del reality show X Factor Holanda, donde tuvo la oportunidad de cantar junto a Pitbull y de destacarse con interpretaciones de clásicos latinos como "Yo no se mañana" de Luis Enrique. Si bien no superó la etapa de finalista, logró darse a conocer fuera de Holanda y llamar la atención de sellos como Sony Music Latin, con el que luego grabaría el sencillo "Paso a paso".
Sanchez es amante de la cultura latina y encuentra inspiración en artistas como Juan Luis Guerra y Marc Anthony.
En 2015 logró el #1 en el chart de Billboard "Latin Tropical Airway" con los sencillos "Por si no te vuelvo a ver" en junio y por "Que se siente" en diciembre del mismo año.
En agosto de 2019, Rolf concursa en un reality de televisión neerlandés, Beste Zangers, en su traducción al español Los Mejores Cantantes, en donde compite con los destacados cantantes neerlandeses Ruben Annink, Samantha Steenwijk, Emma Heesters, Floor Jansen, Tim Akkerman y Henk Poort.